# Hege Christin Vikebø
Hege Christin Vikebø, née le 15 juin 1978, est une ancienne handballeuse internationale norvégienne.
Durant sa carrière, elle a notamment porté les couleurs du Tertnes IL.
Avec l'équipe nationale de Norvège, elle participe au championnat d'Europe 2000.

## Palmarès

### Sélection nationale
championnats d'Europe  
- 6e place du championnat d'Europe 2000